# Ganesha

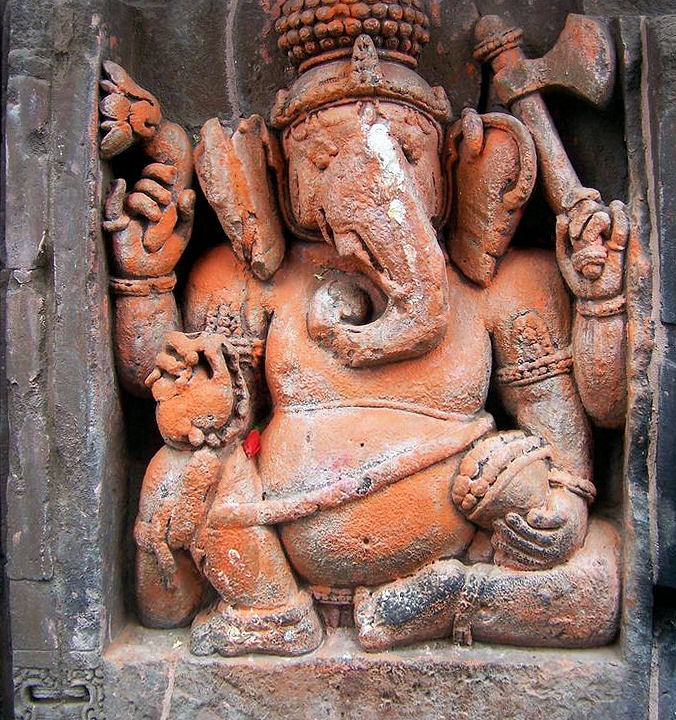
Imagen de Ganesha

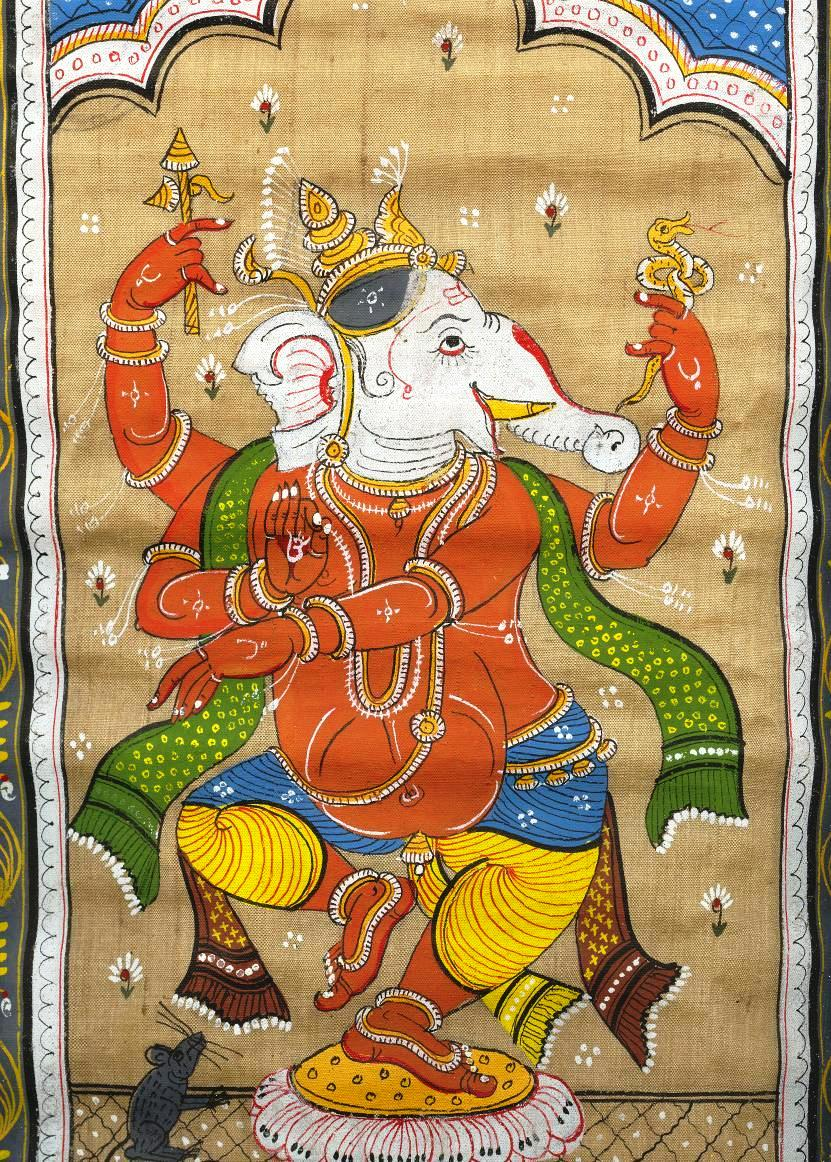
Ganesha tiene cuerpo humano y cabeza de elefante.

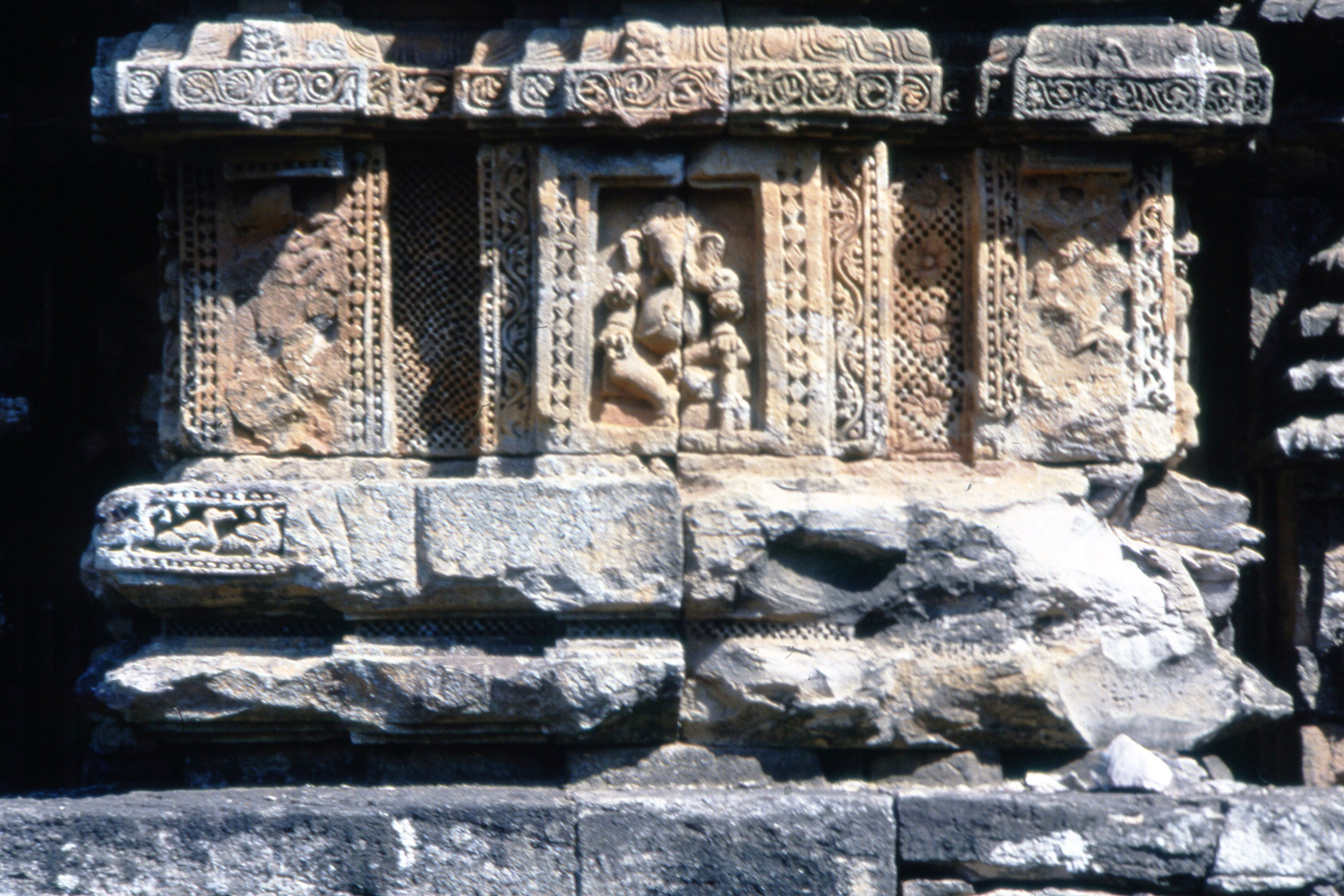
Detalle de nicho dedicado a Ganesha en el templo Rajarani (India)

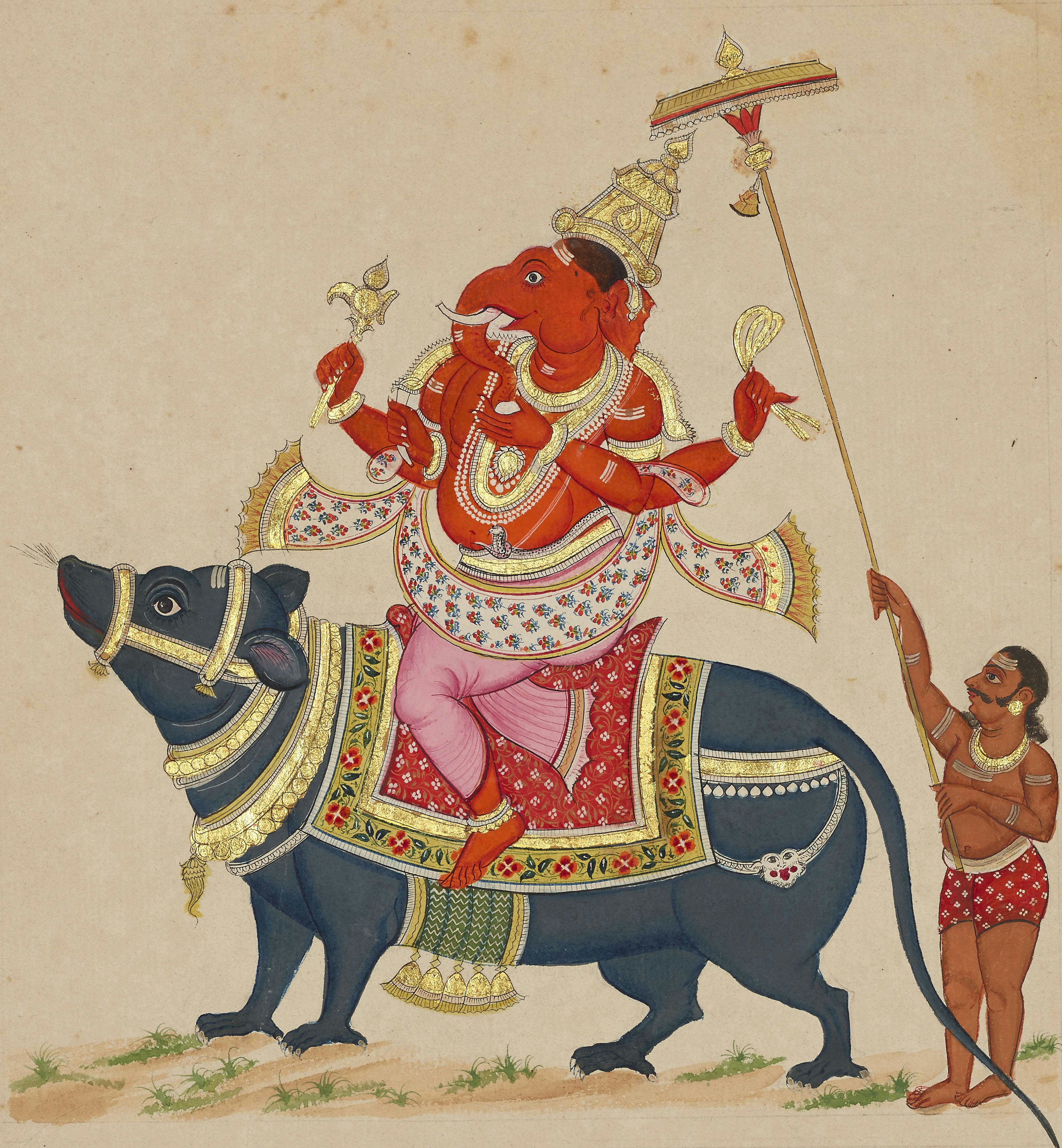
Ganesha, pintura en miniatura. Aquí se le ve sobre su vajana (‘vehículo’), una rata o bandicut gigante. Con su trompa toca un dulce de color blanco (que no es un laddu ya que este es de color café oscuro). Su pecho está adornado con una serpiente (animal relacionado con su padre Shiva). En su mano extrema derecha sostiene un ankusha (instrumento para dirigir elefantes). Un sirviente humano sostiene un parasol sobre su cabeza. Pintura anónima sobre papel vergé marcado al agua, hacia 1816. En el Museo Británico.

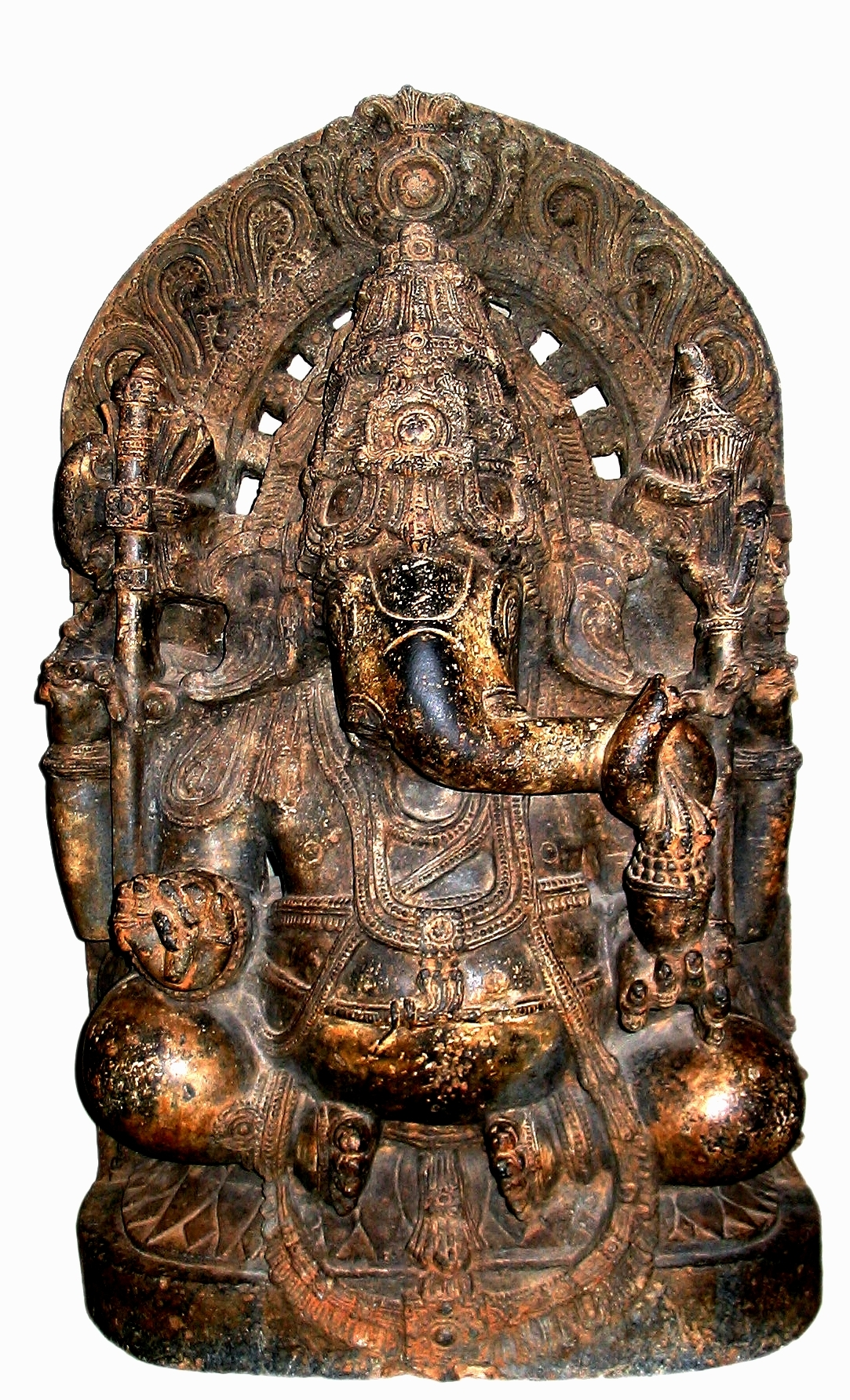
Estatua de Ganesha del siglo XIII, creada en el distrito de Mysore, en Karnataka (India)

Ganesha (Gaṇeśa) o Ganesh  es uno de los dioses más conocidos y adorados del panteón hinduista. Su forma física es de cuerpo humano y cabeza de elefante. Es ampliamente reverenciado como removedor de obstáculos, patrono de las artes, de las ciencias y señor de la abundancia.

## Nombre sánscrito
- gaṇeśa, en el sistema AITS (alfabeto internacional para la transliteración del sánscrito).
- गणेश, en escritura devanagari del sánscrito.
- Pronunciación:
  - /ganésha/.[3]
  - /gə.ɳeː.ʂə/ según el alfabeto fonético internacional.

### Etimología
El nombre ganesha es un compuesto sánscrito, una unión de la palabra gaṇa (‘grupo’ o ‘multitud’) con la palabra īśa (‘amo’ o ‘señor’).
El nombre ganapati (en letra devanagari: गणपति; en letra AITS: gaṇapati) se compone de la palabra gaṇa (‘grupo’) y la palabra pati (‘señor, soberano, esposo’).

#### Los «ganas»
La palabra gaṇa, en cuanto a su asociación con la deidad, se refiere a los ganas, una tropa de seres semidivinos que forman parte del séquito del padre de Ganesha, Shiva.
El término significa, en forma más general una categoría, clase, comunidad, asociación o corporación.
Algunos comentaristas interpretan el título Ganesha (señor de los ganas) como ‘señor de las multitudes’ o ‘señor de las categorías creadas’ (como por ejemplo, los elementos).

### Otros nombres
También se lo conoce como
- Ganesa
- Ganesha
- Ganapati (Gaṇapati)
- Vinaiaka (Vināyaka)
- Vignesha (Vighneśa)
- Vignéswara (Vighneśvara)

Antes de su nombre se puede agregar el título honorífico shri o sri (en inglés sree ―/sri/―; en letra devanagari: श्री; en letra AITS: śrī).
Una forma popular de adoración al dios es mediante el canto del Ganesha Sahasranama (‘los mil nombres de Ganesh’), una letanía de sus cientos de nombres. Cada una de esas menciones invoca un aspecto diferente de la deidad. Existen al menos dos versiones de este canto y una de ellas procede del Ganesha-purana, una antigua escritura que recopila formas de adorarlo.

## Origen
Ganesha surgió como una deidad inconfundible y de forma claramente reconocible entre el siglo IV y V d. C., durante el Imperio gupta, aunque heredó rasgos de los precursores védicos.
Su popularidad creció rápidamente y en el siglo IX d. C. fue incluido entre las cinco principales deidades del smartismo (una religión hinduista ortodoxa brahmánica).
En este período surgió una religión llamada ganapatia, quienes adoran a Ganapati como la suprema deidad.
Las principales escrituras dedicadas a Ganesha son el Ganapati-atharva-sirsa, el Ganesha-purana y el Mugdala-purana. En su honor se recita la oración Ganesha-chalisa.

## Popularidad
Su imagen puede encontrarse en todas partes de la India y las diferentes ramas dentro del hinduismo lo adoran de manera independiente.
Su culto está ampliamente difundido y se extiende a lo largo de la India y al budismo y el yainismo.
Aunque se lo conoce por muchos más atributos, su cabeza de elefante es lo que más fácilmente lo identifica.
Es frecuentemente adorado como Vignesha o Vignesuara, el removedor de obstáculos.
Patrón de las artes y ciencias y el deva del intelecto y la sabiduría.
Se le reza al comienzo de los rituales y ceremonias religiosas y se lo invoca como Patrono de las Escrituras durante la lectura de textos sagrados y las sesiones de escritura.
Varios textos relatan anécdotas mitológicas asociadas a su nacimiento y explican su iconografía distintiva.
Los miembros que rinden devoción a Ganesha se denominan ganapatias.

## Nacimiento
Hay al menos tres versiones del nacimiento de Ganesha.
Según una de ellas, Parvati, esposa de Shiva, lo concibió como el guardia de su puerta para evitar que nadie entrara mientras ella tomaba un baño. Cuando llegó Shiva, Ganesha ―que no lo conocía― no lo dejó entrar a su casa, por lo cual Shiva le cortó la cabeza. Parvati quedó sumamente afligida. Entonces Shiva, no pudiendo soportar la tristeza de su esposa, prometió sustituir la cabeza del recién nacido por la del primer ser vivo que oportunamente pasara por delante de la puerta. Y pasó un elefante.[cita requerida]
Otra versión más popular cuenta que Shiva abandonó su hogar cuando Parvati estaba embarazada. Shiva después de un tiempo volvió y tuvo una disputa con su hijo, llevándolo a la muerte sin saber que había matado a su propio vástago. Parvati a consecuencia de ese acto, quedó sumamente afligida. Entonces Shiva prometió sustituir la cabeza del recién nacido con la del primer bebé que no estuviera en el regazo de su madre. El único ser vivo que cumplía los requisitos fue el elefante.[cita requerida]
La otra que es menos conocida, es que Ganesha le gustaba molestar a su padre, y un día, él se enojó tanto que lo convirtió en un "elefante" como castigo, ya que su peor enemigo era un elefante.

## Representación

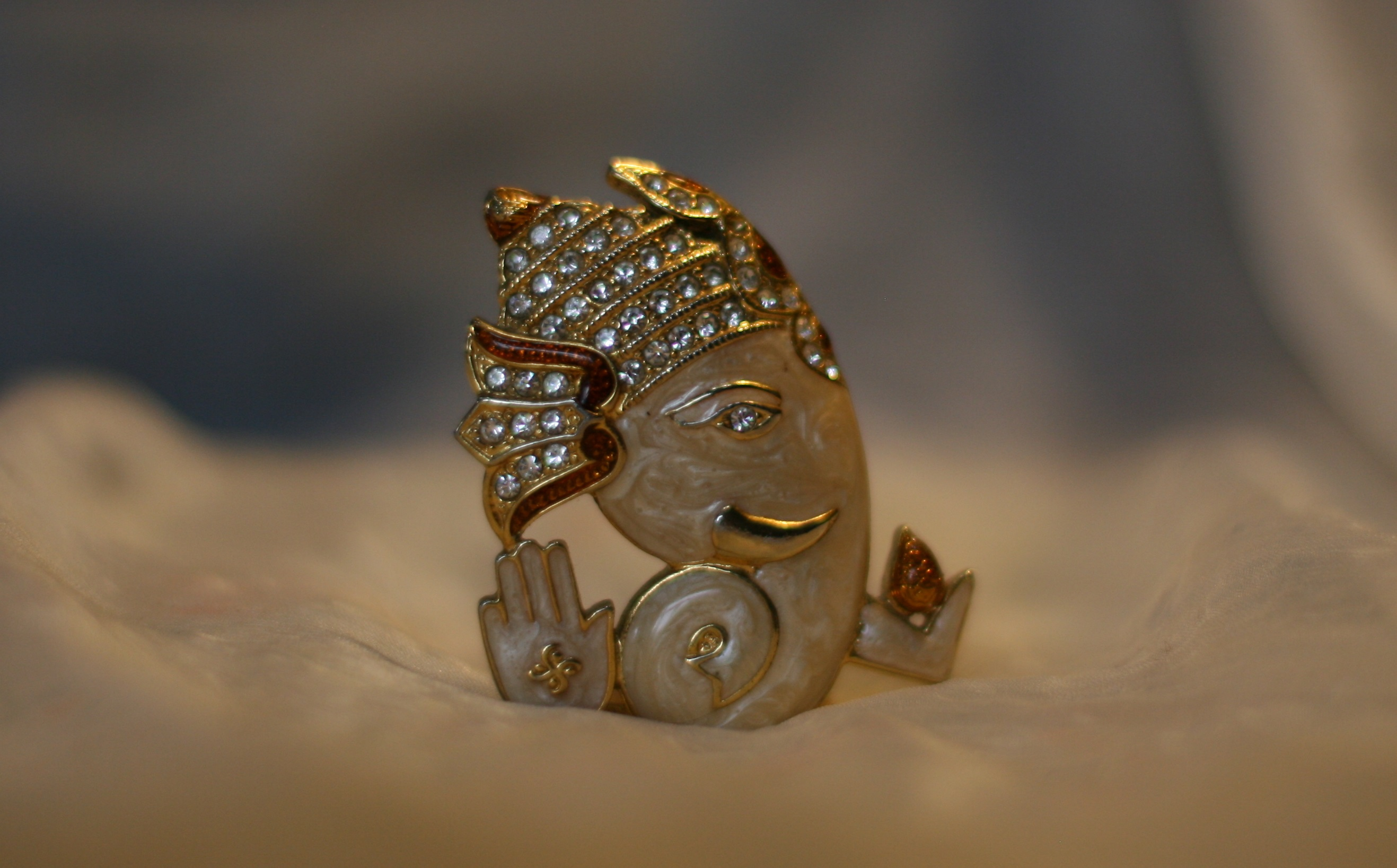
Om Ganesh estatuilla

La mayoría de las representaciones del dios tienen cuatro brazos, en cada mano lleva un atributo distinto que puede variar, pero generalmente se trata de:
- una soga, para conducir a sus devotos hacia metas más altas y al sendero espiritual.
- un hacha, para cortar las ataduras perecederas de los devotos.
- un laddu (dulce hecho con harina de garbanzo, mantequilla frita, leche condensada y frutas secas), que es su dulce preferido y que usa para recompensar a sus devotos por sus actividades espirituales.
- una maza de oro decorada (que representa el autocontrol).
- una trompa de caracol, cuyo sonido alegra a sus devotos
- un pedazo de colmillo roto como pluma para escribir el Majabhárata que le dicta el sabio Viasa
- una mano extendida en el varadá mudrá (‘gesto de bendición’) para impartir gracias a sus devotos.

Su vajana (‘vehículo’) es una rata o bandicut gigante. La rata representa a los deseos mundanos, los cuales Ganesha es capaz de gobernar a su antojo.
En su cabeza se ve un halo (que representa su condición divina).
Su figura es inconfundible con cabeza de elefante y un corpulento cuerpo humano con una inmensa barriga.